# The Mystery of Lake Lethe
The Mystery of Lake Lethe è un cortometraggio muto del 1917 diretto da Rollin S. Sturgeon.

## Produzione
Il film fu prodotto dalla Vitagraph Company of America.

## Distribuzione
Distribuito dalla General Film Company, il film - un cortometraggio in una bobina - uscì nelle sale cinematografiche statunitensi il 15 gennaio 1917.